# Communauté de communes Bastide et Châteaux en Guyenne
La communauté de communes Bastide et Châteaux en Guyenne est une ancienne communauté de communes française située dans le département de Lot-et-Garonne et la région Aquitaine.

## Composition
Elle est composée des communes suivantes :
| - Beaugas - Cancon - Castelnaud-de-Gratecambe - Gavaudun - Lacaussade | - Laussou - Monbahus - Monflanquin - Monségur - Montagnac-sur-Lède | - Monviel - Moulinet - Pailloles - Paulhiac - Saint-Aubin | - Saint-Maurice-de-Lestapel - Salles - La Sauvetat-sur-Lède - Savignac-sur-Leyze |  |

## Historique
Elle a été créée en 1997.